# ليونارد ليتل
ليونارد ليتل (بالإنجليزية: Leonard Little)‏ هو لاعب كرة قدم أمريكية أمريكي، ولد في 19 أكتوبر 1974 في آشفيل في الولايات المتحدة.

## وصلات خارجية
- ليونارد ليتل على موقع مرجع كرة القدم المحترفة.كوم (الإنجليزية)
- ليونارد ليتل على موقع إن إن دي بي (الإنجليزية)